# 소피아앙티폴리스

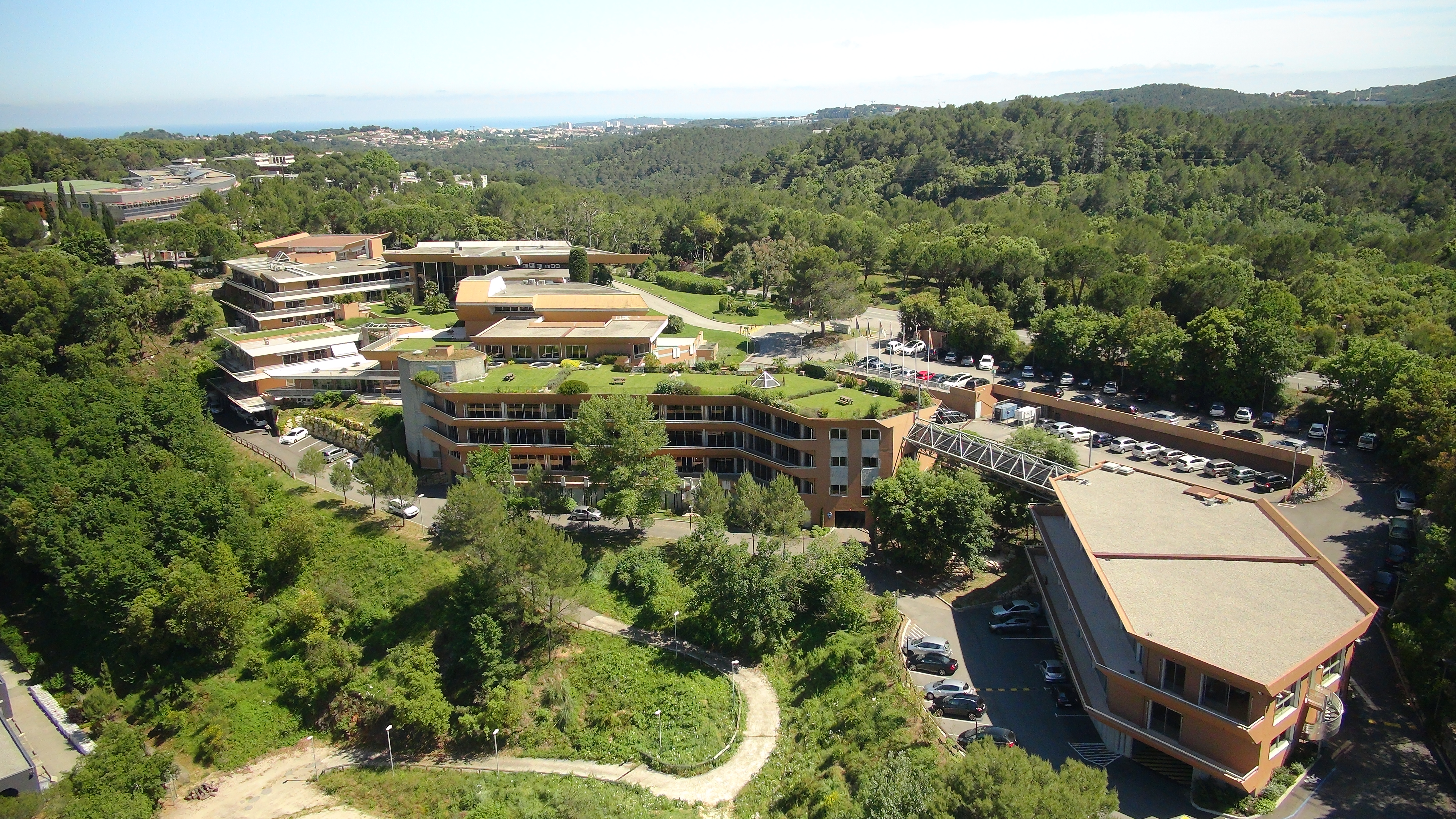

소피아앙티폴리스(Sophia Antipolis)는 지혜의 신 소피아(Sophia)와 전원도시의 뜻을 가진 앙티폴리스(Antipolis)의 합성어로서 프랑스 남부 코트다쥐르 주에 소속되어 있다. 파리에 국한된 국토의 불균형 해소를 위한 지역혁신거점 육성의 필요성에 1960년대 이후 산업단지가 조성되었고, 현재는 유럽 최대의 첨단산업단지 중 하나로 성장하였다.
1960년대 산업단지 조성 초기부터 IT와 생명공학, 에너지 등의 고부가가치 산업이 이 지역의 중심 산업이 되었다. 특히 IBM과 루슨트 테크놀러지 등 다국적기업이 입지해 국제 네트워크가 잘 구축된 점도 기업 활동의 측면에선 장점으로 작용하였다. 게다가 이 곳에서는 산학 협력 체계도 잘 구축돼 있다. 니스 소피아 앙티폴리스 대학교(프랑스어: Université de Nice Sophia-Antipolis)은 200여 개의 다양한 과목을 개설해 소피아앙티폴리스와 공유한다. 또한 지역산업과 비즈니스 분야와 협력관계를 유지하고 있다.